# История Судана
Государство Судан имеет древнюю историю.

## Каменный век
В заброшенном золотом руднике 70 км к востоку от города Атбара в восточной части Судана в Восточной пустыне найдены сотни каменных орудий возрастом 700 тыс. лет.
В местонахождении Синга (Singa) у города Сеннар на западном берегу Голубого Нила был обнаружен прогрессивный череп человека, для которого в 1996 году методом масс-спектрометрии (уран-ториевое датирование) и электрон-спин-резонанса (en:Electron spin resonance dating) была получена датировка 133±2 тыс. лет. Таксономические определение: Homo helmei, либо ранний Homo sapiens.
На севере Судана в регионе Керма в 15 и 25 км к востоку от Нила находится 16 местонахождений среднего каменного века Африки.
Серединой XIII тыс. до н. э. (некалиброванных 12,5 тыс. лет) датируется могильник Джебель-Сахаба в Нижней Нубии (на севере Судана), 61 захоронение, 45 % погребённых умерли от ран, полученных в бою.
В относительно нетронутом погребальном кургане Кадрука 23 (Kadruka 23), расположенном в Северном штате Судана и датируемом 5 тысячелетием до н. э. (нубийский средний неолит), нашли почти 40 захоронений, большинство из которых относится к малолетним субъектам.

## Древняя история
В древности значительную часть территории современного Судана (носившего название Нубия: большая часть его была известна египтянам также как Куш, а другая — как Уауат; греки называли страну Эфиопией) населяли семито-хамитские и кушитские племена, родственные древним египтянам. Нубийцы торговали с Древним Египтом и подвергались грабительским набегам с его стороны. Вместе с тем, египетская экспансия на юг также стимулировала процессы государствообразования в Куше: вслед за проникновением сюда египтян при Древнем царстве здесь образовалось самостоятельное царство Керма. Египет Среднего царства существенно потеснил его своими походами, сопровождавшимися сооружением укреплений наподобие Бухена, но затем кушиты заключили союз с гиксосами и вновь усилились.
Нубия, вплоть до четвёртого и пятого порога Нила, была возвращена в состав Египта при XVIII династии Нового царства и на пять веков подчинена наместникам фараона, носившим титул царский сын Куша. Упадок Египта привёл к отпадению от него Нубии, но египетская цивилизация оказала значительное влияние на нубийскую культуру: одно время местные цари были связаны с династией первосвященников Амона в Фивах и строили небольшие пирамиды. Кушитское царство с центром в Напате, центре местного культа Амона, при Каште и Пианхи уже само подчинило себе Египет, установив XXV династию фараонов, на вершине могущества контролировавшую территории от Палестины до слияния Голубого и Белого Нила.
Господству кушитов над Египтом положило конец вторжение ассирийцев и возвышение египетской XXVI династии. Поход представителя последней династии, Псамметиха II, на Напату заставил перенести административный центр кушитского государства дальше на юг — в Мероэ. В это время Нубия стала центром производства железа и хлопчатобумажных тканей. Египетское письмо уступило мероитскому. Возросла торговля с побережьем Красного моря, что дало возможность наладить деловые связи со Средиземноморьем, в частности с Грецией. Уникальным стал архитектурный стиль с многочисленными изображениями львов, страусов, жирафов и слонов. Но рост Аксума подорвал торговлю Нубии, к тому же, страна пострадала от вырубки лесов, поскольку производство железа требовало древесины. В 350 году до н. э. аксумский правитель Эзана положил конец процветанию Мероэ.
Потомки нубийцев до сих пор населяют долину Нила в Судане и соседнем Египте (южнее Асуана). С юга сюда также проникали негроидные племена (нилоты) — в настоящее время проживают в бассейне верхнего и среднего Нила в Южном Судане и Судане, а также в пограничных с Южным Суданом и Суданом районах Уганды, Кении, Танзании, Конго, Эфиопии, Египта.

## Средние века
Город Соба был столицей государства Алва (Алодия) с IV по XVI век. Государство Нобатия со столицей в Пахорасе было образовано примерно в 400 году. Христианское государство Мукурра, основанное в VI веке н. э., просуществовало почти 900 лет. К VII веку н. э. Судан представлял собой небольшие разрозненные христианские королевства (Алоа, Мукурра, Нобатия) и владения. В 640-х годах с севера, из Египта, начало проникать арабское влияние. Территория между Нилом и Красным морем была богата золотом и изумрудами, и сюда стали проникать арабские золотоискатели. Арабы принесли с собой ислам. Арабское влияние распространилось в основном на севере Судана.
Около 960 года в восточной Нубии образовалось олигархическое государство во главе с верхушкой арабского племени рабиа. Другие арабские племена заселили Нижнюю Нубию, она была присоединена к Египту в 1174 году. В 1272 году правитель государства Мукурра в союзе с крестоносцами напал на Египет, но потерпел поражение, и в 1275 году Мукурра стала вассалом Египта.
В XVI—XVIII веках на территории нынешнего Судана существовали независимые государства — султанат Сеннар и султанат Дарфур, покорившие многих соседей. Однако к середине XVIII века они распались на отдельные феодальные княжества и независимые кочевые племена.

## XIX век
В 1819—1838 годах Египет захватил области Донгола, Бербер, Кассала, Сеннар и Кордофан. В соответствии с фирманом Высокой Порты в 1841 году управление этими административными единицами, названными «Египетский Судан», было передано вице-королю Египта, таким образом Судан вошёл в состав Османской империи, но фактически стал владением Египта.
Столицей суданских владений Египта стал основанный в 1822 году город Хартум. В 1874 году Египет завоевал область Дарфур. Продвижению далее на юг помешали тропические болота. На протяжении большей части XIX века Египет претендовал на контроль над всей территорией современного Судана, но на самом деле юг страны оставался местом, которое населяли разрозненные нилотские племена (негроиды), подвергавшиеся частым набегам арабских работорговцев.
Во второй половине XIX века в Судане усилилось влияние Великобритании. Генерал-губернатором Судана стал англичанин. Жестокая эксплуатация и национальное угнетение привели к возникновению мощного народного движения протеста с религиозной направленностью. Религиозный лидер Мухаммад ибн Абдуллах, провозгласил себя в 1881 году «Махди» (мессией) и попытался объединить племена западного и центрального Судана против османов. Восстание завершилось взятием Хартума в 1885 году и изгнанием из страны европейских, турецких и египетских чиновников. Предводитель восстания вскоре умер, но созданное им государство, возглавляемое Абдаллахом ибн аль-Саидом, продержалось ещё полтора десятка лет, и лишь в 1898 году восстание было подавлено англо-египетскими войсками.
19 января 1899 года Великобритания и Египет подписали соглашение об установлении совместного управления в Судане (англо-египетский кондоминиум) — к югу от 22-й параллели. Но в этом договоре не были четко очерчены контуры взаимоотношений между двумя правительствами. Во-вторых, он не предоставлял правового основания для продолжения британского присутствия в Судане — англичане управляли там от имени хедива. Верховное военное и гражданское управление в Судане было передано генерал-губернатору — офицеру, которого назначал и отправлял в отставку хедив с согласия лондонского правительства. В каждую суданскую провинцию был назначен губернатор (мудир), два инспектора и несколько окружных комиссаров. Почти на все эти посты были назначены британские офицеры, прикомандированные к египетской армии, но затем (с 1901 г.) в страну стали прибывать гражданские чиновники. Чиновниками среднего звена стали египтяне, а нижнего — представители местного суданского населения. Поначалу британская администрация управляла довольно свободно, но в 1910 году при генерал-губернаторе был создан Исполнительный совет, согласие которого требовалось во всех законодательных и бюджетных вопросах. В него входили генерал-инспектор, гражданский, судебный и финансовый секретари и ещё 2-4 британских чиновника, назначенных генерал-губернатором.

## Начало XX века
После окончания Первой мировой войны британские колонизаторы взяли курс на превращение Судана в страну-производителя хлопка. В 1924 году завершилось строительство железной дороги Кассала — Порт-Судан, в 1929 году её продлили до Сеннара. В Судане начала формироваться национальная буржуазия.
Британская администрация для укрепления своей власти, в частности, поощряла этнический и политический сепаратизм населения суданского юга, придерживающегося традиционных верований и исповедующих христианство. Таким образом закладывались предпосылки для будущих этнических и религиозных конфликтов.
В 1921 году офицер 9-го суданского батальона, сын раба из племени динка Али Абд аль-Латиф создал первую политическую организацию — «Суданское общество объединённых племён», которая требовала предоставления независимости. Она выпустила манифест, призывавший суданцев к вооружённому восстанию.
В феврале 1939 года на заседании большого фашистского совета итальянский диктатор Б. Муссолини выступил с программной речью о целях, которые должна достичь Италия в надвигающейся мировой войне. Одной из приоритетных задач было объявлено продвижение итальянских войск через территорию Судана до побережья Индийского океана.
Перед началом Второй мировой войны общая численность британских войск в Судане составляла 7,5 тыс. человек. После поражения и капитуляции Франции положение Великобритании осложнилось и английское военное командование поставило задачу перейти здесь к стратегической обороне, чтобы не допустить потерю Египта, Судана, Кении и других колоний и владений. По состоянию на 10 июня 1940 года численность британских войск в Судане составляла 9 тыс. человек (однако танков и противотанковой артиллерии у них не имелось, а часть личного состава составляли колониальные войска). 9 июня 1940 года начальник итальянского генерального штаба Бадольо утвердил директиву о переходе итальянских войск в наступление. В начале июля 1940 года итальянские войска начали наступление с территории Абиссинии и заняли часть территории Судана, но уже в 1941 году итальянцы были вынуждены уйти, а Судан стал важной базой британских ВС в Африке. Воинские части, набранные из местного населения, участвовали в боевых действиях в Эритрее, Египте, Ливии, Тунисе.
Участие в войне имело положительные последствия для Судана — рост национальной промышленности, активизация политической жизни, появление политических партий, профсоюзов, усиление стремлений к независимости.
15 октября 1951 года парламент Египта утвердил закон о расторжении англо-египетского договора 1936 года и англо-египетского соглашения 1899 года, египетский король Фарук был провозглашён королём Египта и Судана.

## Период независимости
Египет после Июльской революции 1952 года признал право суданского народа на самоопределение. В ноябре 1953 года состоялись выборы в парламент Судана, в 1954 году создано правительство переходного периода самоуправления. В августе 1955 года суданский парламент принял решение об окончательном прекращении действия кондоминиума, и в том же году английские и египетские войска были выведены из Судана.
1 января 1956 года Судан был провозглашён независимым государством.
Центральное правительство в Хартуме, ключевые позиции в котором заняли мусульмане, отказалось выполнить обещания о создании федеративного государства, что привело к мятежу офицеров-южан и первой гражданской войне, продолжавшейся с 1955 по 1972 год.
Страна за это время пережила несколько военных и государственных переворотов (в 1958, 1964, 1965, 1969, 1971, 1985), однако режимы, сменявшие друг друга, были неспособны справиться с проблемами сепаратизма, этнической разобщённости и экономической отсталости.
После переворота 1969 года председателем Революционного совета стал генерал Джафар Нимейри. Затем он стал президентом (в 1971 году) и одновременно премьер-министром страны. Страна получила название «Демократическая Республика Судан», Нимейри провозгласил левый курс, осудил империализм, поддержал СССР, для которого на карте Африки появилось «ещё одно прогрессивное государство». Нимейри поначалу даже ввёл суданских коммунистов в правительство. К концу 1969 года СССР начал оказывать военную помощь Судану примерно на сумму от 65 до 130 млн долл. (16 истребителей МиГ-21, танки, БТР, транспорт). Советская печать («Правда» от 5.11.69) начала обосновывать важность геостратегического положения Судана. Однако уже к концу 1970 года отношения Нимейри с коммунистами резко ухудшились, и он удалил их из правительства. Летом 1971 года в стране произошла серия переворотов-контрпереворотов с участием коммунистов, что заставило Нимейри жестоко расправиться с ними и казнить их генерального секретаря А. Махджуба. Отношения с Москвой натянулись, и суданский лидер стал больше блокироваться с президентом Египта Анваром Садатом.
Подписание в 1972 году Аддис-Абебского соглашения привело к прекращению гражданской войны между враждующими Севером и Югом и предоставлением Югу определённой автономии в вопросах внутреннего управления.
Затишье продолжалось примерно десять лет, после чего вооружённый конфликт возобновила Народная армия освобождения Судана. Поводом для этого послужила политика исламизации страны, в рамках которой в 1983 году тогдашний президент Джафар Нимейри разделил южную провинцию Экватория на три отдельные провинции, а в уголовное законодательство страны были введены некоторые виды наказаний, предусмотренных нормами шариата (такие, как забивание камнями, публичная порка и отсечение рук). Повстанцы объединились в Народно-освободительную армию Судана во главе с бывшим полковником суданской армии Джоном Гарангом.
В апреле 1985 года, во время официального визита Нимейри в США, в результате бескровного военного переворота режим Нимейри был свергнут его политическими противниками, не одобрявшими попытки тотальной исламизации Судана. После проведения выборов в 1986 году к власти в Судане пришло гражданское правительство Садыка аль-Махди.
После очередного переворота, совершённого 30 июня 1989 года, к власти пришёл полковник Омар Хассан аль-Башир, бывший президентом страны до 2019 года. В качестве политической опоры он избрал малопопулярную в то время партию Национальный исламский фронт, провозглашавшую курс на построение истинно исламского общества, возглавлял которую известный своими фундаменталистскими взглядами Хасан Абдалла Тураби.
С начала 1990-х годов в стране интенсивно проводился курс на исламизацию жизни, каковой процесс приостановился только в начале XXI века, когда Тураби и Башир разошлись во мнениях и первый перешёл в оппозицию. Башир является президентом и главой государства, премьер-министром и главнокомандующим Вооружёнными силами страны.
Во внешней политике Судан придерживался националистического, проарабского и происламского курса. В 1956 году Судан поддержал Египет во время Суэцкого кризиса. В ходе арабо-израильской войны 1967 года Судан объявил войну Израилю и направил воинские части в помощь Египту. После прихода к власти в стране Башира Судан исповедует прагматичную политику, но склоняется к сотрудничеству с радикальным исламом и консервативными арабскими режимами.
В 1991 году по приглашению духовного лидера исламских фундаменталистов Судана, Тураби в страну прибыл саудовский миллионер Усама бин Ладен. В 1996 году он был вынужден покинуть Судан и перевести свою организацию в Афганистан.
Мирные переговоры между повстанцами Юга и правительством в 2003—2004 годах дали ощутимые результаты, но вооружённые столкновения в ряде южных районов продолжаются. В январе 2005 года стороны договорились, что Южный Судан будет пользоваться автономией в течение 6 лет, после чего вопрос о независимости этой территории будет вынесен на референдум, а доходы от добычи нефти в течение этого периода поровну делятся между правительством и повстанцами. В июле 2005 года бывший лидер повстанцев Джон Гаранг вступил в должность вице-президента Судана. Места в парламенте и правительстве были разделены между представителями Севера и Юга — как правящих партий, так и оппозиции.
Помимо Южного Судана, который после референдума стал в 2011 году независимым государством, политика центральных властей по исламизации и арабизации вызвала повстанческие и сепаратистские движения и в других имеющих исторические и этнические особенности регионах страны — Дарфуре, Кордофане, Бедже. В Дарфуре противостояние доходило до масштабных боёв и резни, а на востоке до 2006 года политико-вооружённое противостояние оказывал т. н. Восточный фронт народа беджа.

### Конфликт в Дарфуре
В начале 2003 вспыхнуло восстание на западе страны, в регионе Дарфур. В регионе существуют как минимум две повстанческие группировки, различающиеся в своём подходе к целям борьбы — просто достижение независимости или свержение центрального хартумского правительства. Как правительственные войска, так и повстанцы обвиняют друг друга в зверствах. Большая часть обвинений касается действий проправительственных арабских вооруженных отрядов «Джанджавид». По существующим оценкам, от их рук погибло от 10 до 30 тыс. человек из числа местного чернокожего населения. Этнические чистки привели к тому, что около миллиона человек покинули зону конфликта и укрылись в соседнем Чаде.
Регион Дарфур населяют представители различных народностей, которые в принципе можно объединить в две группы — чернокожие африканцы и арабские племена, населяющие регион примерно с XIII века. И те, и другие исповедуют ислам, однако отношения между двумя этническими группами на протяжении многих веков отличались напряжённостью и приводили к регулярным вооружённым столкновениям. Вплоть до XX века Дарфур представлял собой центр работорговли, причём чернокожие и арабские работорговцы соперничали друг с другом при осуществлении набегов на соседний регион Бахр-эль-Газаль для захвата рабов и последующей перепродажи в прибрежные районы Африки. Этнические группы конфликтовали между собой и в отношении ограниченных земельных и водных ресурсов.
Поводом к современному конфликту стало соглашение между Хартумом и повстанцами Юга о разделе доходов от добычи нефти. Чернокожее население Дарфура считает, что в соглашении не были учтены их экономические интересы.
23 августа 2004 в Нигерии начались многосторонние переговоры по урегулированию дарфурского кризиса.

### Конфликт в Южном Кордофане
В мае—августе 2011 года между Республикой Южный Судан и Республикой Судан произошёл вооружённый конфликт в спорной зоне Южного Кордофана, завершившийся соглашением о его урегулировании.

### Конфликт в Хеглиге
26 марта 2012 года произошли столкновения между армией Южного Судана и армией Судана. Представители армии Южного Судана заявили, что ВВС соседнего государства совершили авианалет на город Джау и другие спорные районы. В Судане подтвердили произошедший конфликт, но не уточнили кто спровоцировал его.
10 апреля 2012 года армия Южного Судана захватила город Хеглиг, в котором находится значительная часть нефтяной инфраструктуры Судана (месторождение Хеглиг, часть Большого Хеглига). Южный Судан объяснил захват города необходимостью предотвратить нападения со стороны Судана. В ответ, Судан объявил всеобщую мобилизацию и пообещал сделать все возможное, чтобы отбить город.
Глава Народных сил обороны Уганды (УПДФ) Аронда Някайрима заявил, что страна поддержит Южный Судан, если между ним и Суданом начнется война.
Парламент Судана принял в понедельник, 16 апреля 2012 г., заявление, в котором соседний Южный Судан назван вражеским государством.
22 апреля 2012 г. Южный Судан завершил вывод своих войск из Хеглига и раскритиковал действия Судана, который не прекращал наносить удары по жилым кварталам все то время, что южносуданские войска находились в городе. Президент Судана Омар аль-Башир 23 апреля 2012 г. заявил в городе Хеглиг: «Мы не собираемся говорить с правительством Южного Судана, поскольку они понимают только язык автоматов и патронов».
Около 1,2 тысячи граждан Южного Судана погибли в результате военного конфликта с соседним Суданом из-за региона Хеглиг (заявление командующего южносуданской армией Камала Маруфа от 23 апреля 2012 г.).

### Свержение Омара аль-Башира и последующие события
В декабре 2018 года — январе 2019 года Судан столкнулся с самыми масштабными выступлениями за все 30 лет, которые страной правил Омар аль-Башир. Демонстранты выражали недовольство экономической ситуацией в стране, а также авторитарным характером правления аль-Башира. В результате протестных выступлений погибло до 37 демонстрантов. В свою очередь, правительство пообещало провести срочные экономические реформы.
11 апреля 2019 года суданская армия, взяв под свой контроль президентский дворец, радио и телевидение, поместила Аль-Башира под домашний арест.
Утром 11 апреля 2019 года суданские военные распустили кабинет министров и Национальное собрание, а также объявили трёхмесячное чрезвычайное положение, за которым последует двухлетний переходный период. Ахмед Авад ибн Ауф, который одновременно являлся министром обороны Судана и вице-президентом страны, объявил себя де-факто главой государства, а также заявил о приостановлении действия конституции страны и ввёл комендантский час с 10 часов вечера до 4 часов утра, фактически запретив протестную деятельность.
12 апреля 2019 года Ахмед Авад ибн Ауф ушёл с поста председателя Переходного военного совета и назначил своим преемником генерал-лейтенанта Абдель Фаттах аль-Бурхана, который занимал пост генерального инспектора вооружённых сил.
В начале июня 2019 года силам безопасности Судана и Cилам быстрой поддержки, в том числе ополченцам «Джанджавид» было приказано подавить мирные протесты в Судане. Произошедшее 3 июня 2019 года в Хартуме получило название Хартумской резни; десятки мирных демонстрантов были убиты и около сорока тел были брошены в реку Нил.
Переговоры аль-Бурхана с оппозицией о формировании объединённого правительства были отменены. В последующие дни Переходный Военный Совет Судана арестовал нескольких лидеров оппозиции.
20 августа 2019 года Суверенный совет Судана назначил премьер-министром Абдулу Хамдука.
В сентябре 2021 года произошла неудачная попытка военного переворота. По словам министра информации, преступниками были «сторонниками прежнего режима», которые пытались взять под контроль здания государственных телерадиовещательных компаний и центральное военное командование. С тех пор напряженность в отношениях между военными и гражданскими лицами возросла, поскольку военные лидеры начали требовать реформ со стороны «Сил свободы и перемен» и призвали к отставке лиц из кабинета министров.
16 октября 2021 протестующие вышли на улицы, требуя смены власти. Они призвали генерала Абдель Фаттаха аль-Бурхана, председателя Суверенного совета, захватить контроль над страной.
21 октября провоенные демонстранты провели сидячую демонстрацию у президентского дворца, в то время как тысячи людей вышли на улицы в поддержку переходного правительства.
24 октября провоенные демонстранты заблокировали основные дороги в Хартуме, силы безопасности применили слезоточивый газ для разгона толпы.
В ночь на 25 октября 2021 года военные осуществили переворот и арестовали премьер-министра Абдулу Хамдука. Генерал Абдель Фаттах аль-Бурхан объявил чрезвычайное положение и объявил о роспуске правительства и Суверенного совета. В телеобращении он заявил, что новое технократическое правительство будет руководить страной до следующих выборов, которые состоятся в июле 2023 года.
Однако, после массовых протестов, 21 ноября было заключено соглашение между Абдель Фаттах аль-Бурханом и ранее отстраненным военными с поста премьер-министра, Абдаллой Хамдуком, этим соглашением было отменено решение об отстранении Хамдука от должности. Соглашение гарантировало переход власти в стране гражданскому правительству в ранее установленный срок и освобождение всех политических заключенных.
2 января 2022 года Абдалла Хамдок ушёл в отставку. 
5 декабря 2022 года суданские военные и основное продемократическое объединение «Силы за свободу и перемены» заключили соглашение о формировании в стране гражданского переходного правительства: по договоренности между военным руководством страны и гражданским обществом, летом 2023 г. должен быть избран гражданский премьер-министр, после чего вводится двухлетний переходный период, который завершится всеобщими выборами.
15 апреля 2023 года сначала в Хартуме, а потом и в других местах страны начались вооруженные столкновения между так называемыми Силами быстрого реагирования, созданными на базе проправительственного ополчения «Джанджавид», и суданской армией. Судан охватила новая гражданская война. 23 апреля Всемирная организация здравоохранения заявила о 420 погибших в результате боевых действий.